# Polylog (Zeitschrift)
Polylog (stilisiert zu polylog) ist die einzige philosophische Fachzeitschrift, die sich exklusiv der neuen Strömung eines interkulturellen Philosophieren widmet. Die Zeitschrift erscheint zweimal im Jahr in deutscher Sprache, dabei ist jedes Heft einem Schwerpunktthema gewidmet.
Polylog wurde 1998 von der Wiener Gesellschaft für interkulturelle Philosophie (WiGiP) gegründet, um einem breiten Fachpublikum von Philosophen, Kulturwissenschaftlern, Theologen und anderen Geistes- und Sozialwissenschaftlern aus allen Regionen der Welt einen gleichberechtigten Diskursraum zu bieten.

## Inhalt
Die ersten Hefte widmeten sich vor allem der Konzeptklärung einer interkulturellen Philosophie, den philosophischen Voraussetzungen eines interkulturellen Diskurses und der Umorientierung kulturzentristischer Traditionen und Begrifflichkeiten. 
Zur Zielsetzung der Zeitschrift schrieb Redaktionsmitglied Michael Shorny in der ersten Ausgabe: „‚polylog‘ will die vielen philosophierenden Stimmen im Kontext ihrer jeweiligen Kulturen und in ihrer Relevanz für andere Kulturen, in allen Arten und Weisen ihrer Artikulation, gleichberechtigt und gleichwertig einander vernehmbar machen.“
Jede Ausgabe widmet sich einer anderen Thematik, wie etwa der Philosophie im Islam, Universalismus, Toleranz, Übersetzten, Selbstkultivierung, Menschenrechte oder Biotechnologie.